# Zagarise
Zagarise é uma comuna italiana da região da Calábria, província de Catanzaro, com cerca de 1.889 habitantes. Estende-se por uma área de 48 km², tendo uma densidade populacional de 39 hab/km². Faz fronteira com Albi, Magisano, Mesoraca (KR), Petronà, Sellia, Sellia Marina, Sersale, Soveria Simeri, Taverna.

## Demografia
| Variação demográfica do município entre 1861 e 2011                               |
|                                                                                   |
| Fonte: Istituto Nazionale di Statistica (ISTAT) - Elaboração gráfica da Wikipedia |